# Polenta dolce (dessert)
Per polenta dolce si intende un vasto insieme di torte a base di farina di mais diffuse nell'Nord Italia.

## Varianti
In Piemonte, le più caratteristiche polente dolci sono quella d'Ivrea (anche detta polenta Biellese), con miele e arancia, e quella alessandrina del Marengo, con uvetta e mandorle. In Lombardia, invece, godono di una certa fortuna la polenta e osei bresciana e bergamasca, mentre in città come Varese viene preparata l'amor polenta (o amorpolenta), un dolce dalla forma allungata che può essere preparato adottando sia una farina fioretto, sia una a grana grossa che le conferisce una consistenza più granulosa. Degna di menzione è anche la polenta di Cittadella, inventata nella pasticceria D. D. Orsolan dell'omonimo comune veneto.